# Il Bollettino della Vittoria
Il Bollettino della Vittoria è stata una rivista d'arte e poesia visiva italiana.

## Storia de Il Bollettino della Vittoria
Viene fondata da Valerio Miroglio nel 1986 e, diffusa a cadenza mensile, ha avuto una durata di cinque anni, per un totale di 41 numeri. È nata come periodico dell'Arazzeria Montalbano, di cui Miroglio era direttore artistico; il titolo si riferiva ironicamente al nome di una delle arazziere. Il Bollettino era rivista letteraria, contenitore di poesia visiva e mail art, curiosa contaminazione tra cultura e satira, serietà e aperta ironia, interessante documento della creatività nell'epoca postindustriale.
È stato  il periodico letterario più piccolo del mondo, misurando 14x20 cm.
Collaboratori assidui erano i poeti visivi Adriano Spatola e Corrado Costa; di quest'ultimo il Bollettino ha pubblicato la striscia a fumetti Storia di Frank il microbo, con quel suo segno fantastico realizzato in punta di penna la cui accattivante bellezza stava tutta nel nulla detto con eleganza. Frank, infatti, per due anni è riuscito a farsi seguire senza far niente.

## Autori pubblicati
Sul Bollettino della Vittoria sono stati pubblicati interventi di (in ordine alfabetico):
- Armando Adolgiso
- Vittore Baroni
- Franco Beltrametti
- Tommaso Cascella
- Franco Cavallo
- Giorgio Celli
- Giancarlo Colombaro
- Corrado Costa
- Pablo Echaurren
- Giovanni Fontana
- Arrigo Lora Totino
- Mario Lunetta
- Valerio Miroglio
- Emilio Morandi
- Giulia Niccolai
- Renaldo (Rinaldo) Nuzzolese
- Luigi Pasotelli
- Michele Perfetti
- Franco Rabino
- Delfino Maria Rosso
- Luigi Serravalli
- Adriano Spatola
- Michele Straniero
- Enrico Sturani
- William Xerra